# Кордильєра-дель-Пайне
Торрес-дель-Пайне перенаправлено на цю статтю. Цей термін також може посилатися на Національний парк Торрес-дель-Пайне і на комуну Торрес-дель-Пайне.

Кордильєра-дель-Пайне (ісп. Cordillera del Paine) — невелика, але дуже видовищна гірська група в Національному парку Торрес-дель-Пайне в чилійській Патагонії. Група розташована за 400 км на північ від міста Пунта-Аренас і за 2 500 км Сантьяго. Адміністративно група належить комуні Торрес-дель-Пайне в провінції Ультіма-Есперанса регіону Магелланес і Чилійська Антерктика. Точних досліджень висоти піків групи не проводилося, тому дані про висоти наведені тут є лише наближенням.
Найвища вершина групи є ймовірно Серро-Пайне-Ґранде (Cerro Paine Grande), у точці 51°00′00″ пд. ш. 73°05′39″ зх. д. / 51.00000° пд. ш. 73.09417° зх. д.. Часто стверджується, що висота цієї гори становить 3 050 м, проте детальні аналізи фотографій гори дають оцінку лише у 2 750 м.
Найвідоміші та найвидовищні вершини — «Башти Пайне» або «Торрес-дель-Пайне» (ісп. Torres del Paine, 50°57′09″ пд. ш. 72°59′23″ зх. д. / 50.95250° пд. ш. 72.98972° зх. д.). Ці три гігантські моноліти були виточені силами льодовиків.